# 巴东吊灯花
巴东吊灯花（学名：Ceropegia driophila）为夹竹桃科吊灯花属的植物，为中国的特有植物。分布在中国大陆的湖北等地，生长于海拔600米至900米的地区，一般生长在灌木丛中，目前尚未由人工引种栽培。